# 1331 Solvejg
1331 Solvejg је астероид главног астероидног појаса. Приближан пречник астероида је 32,08 ,
а средња удаљеност астероида од Сунца износи 3,103 астрономских јединица (АЈ).
Инклинација (нагиб) орбите у односу на раван еклиптике је 3,100 степени, а орбитални период износи 1997,012 дана (5,467 година). Ексцентрицитет орбите астероида износи 0,187.
Апсолутна магнитуда астероида износи 10,14 а геометријски албедо 0,150.
Астероид је откривен 25. августа 1933. године.